# Nembro
Nembro é uma comuna italiana da região da Lombardia, província de Bérgamo, com cerca de 11.108 habitantes. Estende-se por uma área de 15 km², tendo uma densidade populacional de 741 hab/km². Faz fronteira com Albino, Algua, Alzano Lombardo, Pradalunga, Scanzorosciate, Selvino, Villa di Serio, Zogno.

## Demografia
| Variação demográfica do município entre 1861 e 2011                               |
|                                                                                   |
| Fonte: Istituto Nazionale di Statistica (ISTAT) - Elaboração gráfica da Wikipedia |